# Aida Overton Walker
Aida Overton Walker (14 de fevereiro de 1880 – 11 de outubro de 1914), também chamada Ada Overton Walker e conhecida como "A Rainha do Cakewalk", foi uma artista vaudeville afro-estadunidense. Atuava em espetáculos de teatro, dança e música muitas vezes com seu marido, o ator George Walker, e seu principal parceiro, Bert Williams, além do grupo de trovadores Black Patti. Também apresentou-se em solos de dança e fez a coreografia de espetáculos, como The Red Moon (1908), de Bob Cole, Joe Jordan e J. Rosamond Johnson, e His Honor the Barber (1911), de S. H. Dudley.

## Início da carreira
Overton cresceu na Cidade de Nova York, para onde sua família se mudou quando ela era jovem, e onde ela adquiriu uma formação musical robusta. Ela começou sua carreira no final da década de 1880 como um membro do coro de “Black Patti’s Troubadours”, onde aliás conheceu seu marido. Seu início de carreira foi marcado por suas colaborações com Bert Williams e George Walker, os principais nomes do vaudeville afro-estadunidense à época. Ela ganhou destaque nacional em 1900, com sua performance de "Miss Hannah from Savannah", no espetáculo Sons of Ham. Nos dez anos seguintes, Overton ficou especialmente conhecida por seu trabalho em teatro musical. Sua música e dança fizeram dela um sucesso instantâneo de público. Ela e seus parceiros produziram espetáculos bem-sucedidos, como In Dahomey (1902), Abyssinia (1906) e Bandana Land (1908). Trabalhando ao lado de seu marido, Walker carreira e performances foram elogiados pelos críticos e seus sucessos bem conhecido. 

## Fama e popularidade

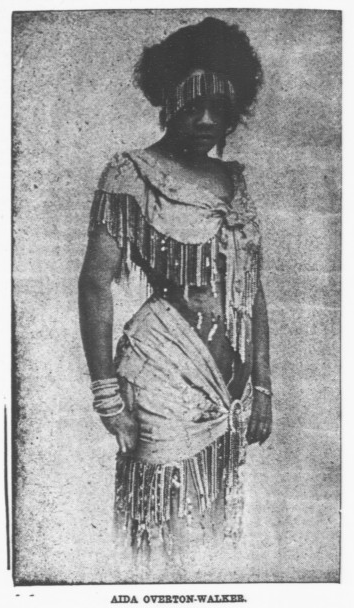
Aida Overton Walker, 1913

Aida Overton Walker também ficou conhecida por sua atuação da dança "Salomé", em 1912, no Hammerstein’s Victoria Theatre. Nessa atuação, buscou quebrar a apresentação da personagem como sexualizada e imoral, o que normalmente estava associado à apresentação negativa de mulheres negras em espetáculos. Sua atuação fora dos estereótipos rendeu-lhe grande reconhecimento.

## Leitura complementar
- Brooks, Daphne. "Divas and Diasporic Consciousness" em Bodies in Dissent: Spectacular Performances of Race and Freedom, 1850-1910: 281-342.
- Galindo, Brian. "The Vaudville Actress Who Refused to Be a Stereotype." Buzzfeed. N.p., 15 Set. 2013. Web. 02 Nov. 2014.
- Krasner, David. "Rewriting the Body: Aida Overton Walker and the Social Formation of Cakewalking." Theatre Survey 37, no. 2 (Novembro 1996): 66-92.
- Thorne, Wells. "Black Acts." Omeka RSS. N.p., 2014. Web. 04 Nov. 2014.
- Kicha. "Aida Overton Walker (1880 - 1914)." Aida Overton Walker (1880 - 1914). N.p., n.d. Web. 06 Dez. 2014.
- Paula Marie Seniors, "Beyond Lift Every Voice and Sing: The Culture Of Uplift, Identity, and Culture in Black Musical Theater", 2009